# Зварювання вибухом

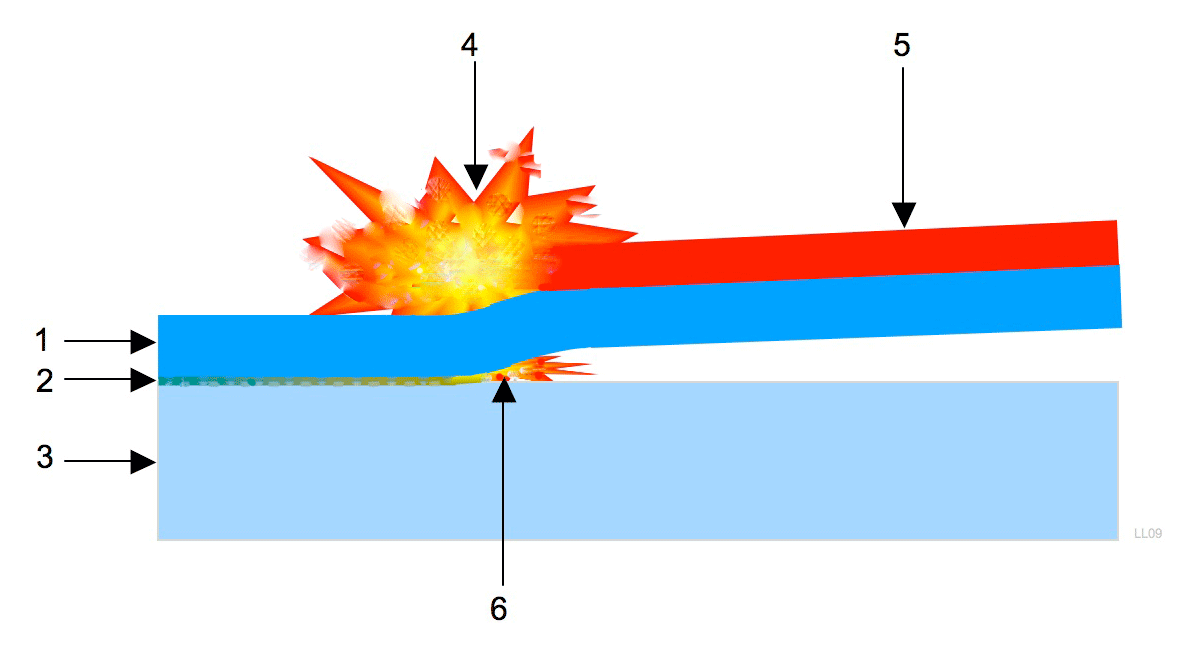
Кутова схема зварювання вибухом у фазі вибуху:
1. Рухома (приварювана) деталь
2. Сплавлена поверхня
3. Нерухома деталь
4-5. Заряд вибухової речовини
6. Кумулятивний струмінь

Зва́рювання ви́бухом (англ. explosion welding, EXW) — різновид технології зварювання тисненням, за якої з'єднання плоских поверхонь металевих заготовок утворюється внаслідок їхнього співудару під час вибуху заряду вибухової речовини.  Зварювання вибухом — порівняно нескладний високопродуктивний процес, який забезпечує міцне з'єднання у тому числі різнорідних металевих матеріалів.

## Характеристика процесу

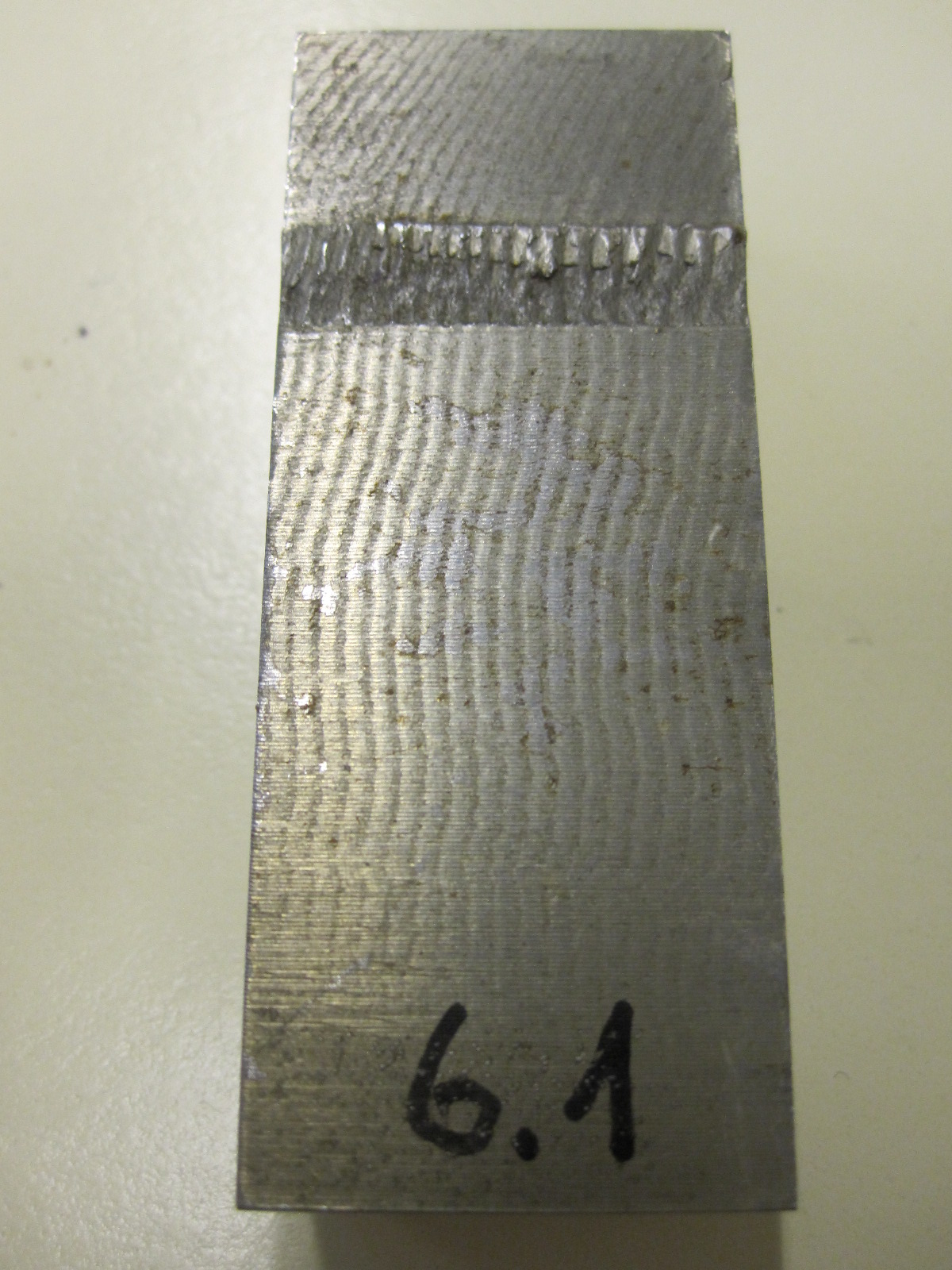
Полірована секція після зварювання вибухом з типовою хвилеподібною структурою

При зварюванні вибухом приварювана (рухома) деталь розташовується під кутом до нерухомої деталі-мішені (основи) або паралельно до неї (у більшості випадків) та приводиться у рух контрольованим вибухом, в результаті чого з великою швидкістю вдаряється з основою. При цьому характерною є значна залишкова деформація металу в зоні з'єднання. Там він набуває хвилеподібної форми. У деформованому металі відбувається необоротне вбирання механічної енергії, а місце з'єднання нагрівається (частина металу виноситься з контактних поверхонь), що й створює умови для фізичного контакту й активації металів.
При цьому через швидкоплинність процесу об'ємна дифузія не встигає розвиватися, внаслідок чого цей вид зварювання можна застосовувати для з'єднання різнорідних металів і сплавів. Перед зварюванням деталі повинні зачищатись до металевого блиску і знежирюватись.
Зварювання вибухом виконують у пристосованих звукоізольованих приміщеннях (на майданчиках, у басейнах, камерах тощо) або під піною у певному діапазоні швидкостей і кутів співударяння. Як вибухову речовину найчастіше застосовують амоніти, амонали, гранулотол тощо.

## Використання
За допомогою зварювання вибухом плоских поверхонь одержують біметалеві і багатошарові листи, здійснюють плакування спеціальними сплавами великогабаритних виробів (лопатей гідротурбін, конструктивних елементів реакторів тощо), з'єднують елементи металевих конструкцій.
Зварювання вибухом застосовують при виготовленні трубних дощок теплообмінників і трубчастих перехідників для енергетики й ракетобудування, металургійного устаткування, потужних струмовідводів, оболонок кабелів зв'язку, при зварюванні відводів у діючих магістральних нафто- і газопроводах тощо.

## Переваги
Основними перевагами зварювання вибухом є швидкість і можливість з'єднання металів і сплавів, зварність яких іншими технологіями значно є обмеженою або неможливою.

## Історична довідка
Перші зразки з'єднання (монолітні стрижні з пучків мідних дротів) отримано у 1944 М. Лаврентьєвим та його співробітниками в Інституті математики АН УРСР (Київ). 1950 у США (Г. Кован, Дж. Дуґлас) виконано дослідження косих співударів пластин і розроблено першу практичну технологію зварювання вибухом. Системні дослідження зварювання вибухом розгорнуто на початку 1960-х років, зокрема в Інституті електрозварювання АН УРСР (В. Кудінов, М. Остапенко, В. Петушков, Ю. Буштедт, Л. Добрушин), Інституті електродинаміки АН УРСР (обидва — Київ), Дніпропетровському гірничому інституті, ВНДКТІ трубної промисловості (Дніпропетровськ, Р. Дідик, М. Юрченко, Ю. Гаєк), Інституті гідродинаміки Сибірського відділення АН СРСР (м. Новосибірськ, РФ).
Зварювання вибухом мало декілька етапів розвитку, використовувались: кутова схема, паралельна схема та інші варіанти розміщення деталей і вибухівки. У 2-й половині 1960-х років в Інституті електрозварювання АН УРСР створено технології зварювання вибухом тонкостінних деталей, замкнутих кільцевих швів, елементів жорсткості з листами, плакування локальне й великих площин та ін. Київськими фахівцями розроблено вибухову камеру місткістю 200 кг вибухової речовини. У ній можна виготовляти біметалеві вироби значних габаритів і конфігурації.